# Festus Grammaticus
Pour les articles homonymes, voir Pompeius et Festus.
Festus Grammaticus, Sextus Pompeius Festus est un grammairien latin de la fin du IIe siècle apr. J.-C.. Il a composé, sous le titre de De Significatione Verborum, une sorte de dictionnaire précieux pour la connaissance des antiquités romaines, de la langue latine et de la religion de la Rome antique.
Cet ouvrage est une sorte d'abrégé du traité De Verborum Significatu de Verrius Flaccus, publié sous Auguste et qui n'est pas parvenu jusqu'à nous.

## Biographie
L'origine et la vie de Festus sont très mal connues. Les hypothèses géographiques et chronologiques proposées sur Festus ne reposent pas sur des bases solides. Festus insère des citations de Martial et de Lucain, auteurs qui vécurent au Ier siècle. Seul repère certain, il vécut avant le IIIe siècle.

## Manuscrit source
L'ouvrage de Festus nous est parvenu que partiellement, transmis par un unique manuscrit du IXe siècle, rédigé sur deux colonnes et composé de cahiers notés de I à XVI. Un abrégé du texte a été composé au VIIIe siècle par Paul Diacre, à destination de la cour de Charlemagne. Paul Diacre élimine plus de la moitié des notices de Festus, notamment les noms des sources, et dresse une sorte de glossaire, entre chaque mot et son équivalent, privant ces définitions de tout contexte. 
Le manuscrit du IXe siècle est découvert à Rome par les humanistes dans la seconde moitié du XVe siècle et conservé à une date incertaine par Giulio Pomponio Leto. Nommé codex Farnesianus et désigné en abrégé par la lettre F, il est acquis par la famille Farnèse et conservé à la Biblioteca Nazionale de Naples depuis 1736.
Le codex F est très mutilé : les sept premiers cahiers ont disparu, ainsi que des feuillets des cahiers XV et XVI. De surcroit, le feu a endommagé le manuscrit, rendant la colonne extérieure pratiquement illisible. 
Entre le moment de sa découverte et 1559, des cahiers détachés ont circulés parmi les humanistes amis de Pomponio Leto, Ange Politien, Giuliano Cecio, Angelo Colocci (it), qui en ont fait des copies, mais qui ont égaré les originaux XVIII, X et XVI.

## Publications
L'ensemble collationné à partir des originaux qui subsistaient et des copies des humanistes est publié à Rome en 1581 par Fulvio Orsini (désigné dans les apparats des éditions ultérieures par son nom latinisé : Ursinus ou en abrégé Urs.) . 
Le tout a été réimprimé par :
- André Dacier, Paris, 1681, ad usum Delphini ;
- Lindemann, Leipzig, 1832 ;
- Egger, Paris, 1838 ;
- Karl Otfried Müller, Leipzig, 1839, qui comble les lacunes provoquées par les brûlures du Farnesianus[8].

La dernière traduction en français date de 1846, par Auguste Savagner, dans la collection Panckoucke.
L'édition de Wallace Lindsay (en) en 1913 a été l'édition de référence au XXe siècle. Considérée comme entachée d'erreurs techniques et obsolète, elle est reprise en 2001 par Alessandro Moscadi, retranscrite à partir du manuscrit original et des documents photographiques utilisé par Lindsay.

## Contenu
Ce dictionnaire encyclopédique regroupe 3300 rubriques, provenant de la version de Paul Diacre pour les lettres de A à M, et pour la moitié des lettres restantes, en raison des importantes lacunes de l'original Farnesianus. Ces rubriques concernent toutes la religion romaine, et son vocabulaire archaïque et technique.

### Éditions et manuscrits
- Liste des éditions et liens sur la page wikisource.
- Wallace Martin Lindsay, Sexti Pompei Festi de verborum significatu quae supersunt cum Pauli Epitome, Leipzig, Teubner, 1913.
- Alessandro Moscadi, Il Festo Farnesiano, Florence, Università degli Studi, Dipartimento di Scienza dell'Antichità, 2001, 177 p.